# تريفور موريس (لاعب اتحاد الرغبي)
تريفور موريس (بالإنجليزية: Trevor Morris)‏ هو لاعب اتحاد الرغبي نيوزيلندي، ولد في 3 يناير 1942 في مدينة نيلسون في نيوزيلندا.